# Tourniquet (draaihek)

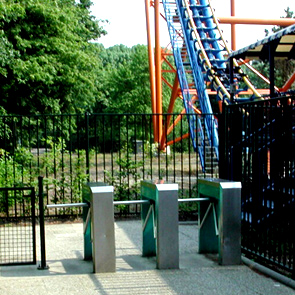
Tourniquets draaiend om schuine assen in een attractiepark

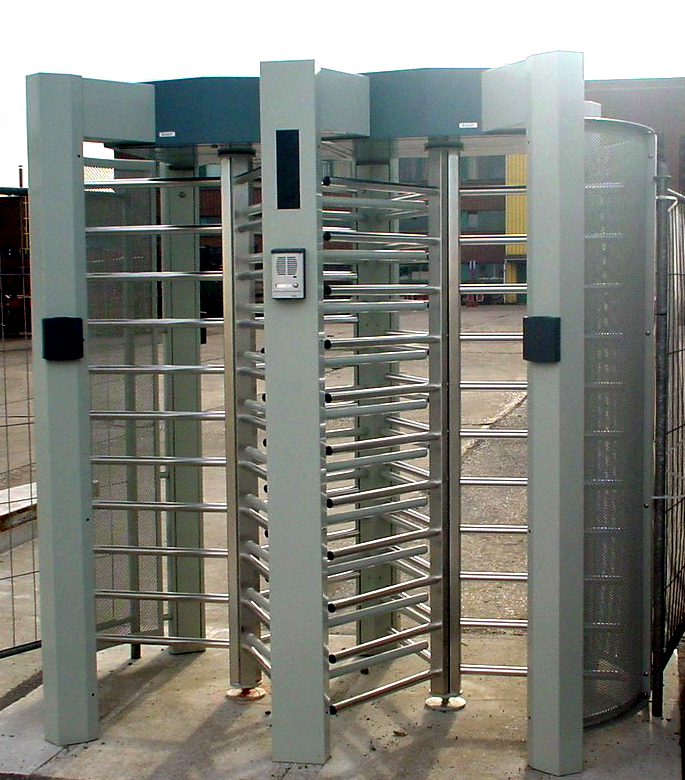
Dubbele hoge tourniquet (draaitrommel) met verticale assen

Een tourniquet is een twee-, drie- of vierarmig draaihek dat wordt geplaatst voor de toegangscontrole of geleiding van personen.
Tourniquets worden gebruikt voor de toegangscontrole bij gebouwen, bedrijven, zwembaden, recreatieparken, sommige kermis- attracties en fitnesscentra. In skigebieden worden ze ook gebruikt voor de toegangscontrole bij skiliften. Door montage van een kaartlezer tegen de tourniquet wordt alleen toegang verleend aan personen die over een geldig pasje beschikken. Het binnenwerk van de tourniquet is voorzien van elektromagneten, waardoor de blokkering wordt opgeheven als een geldig pasje wordt gebruikt. Er zijn zowel lage tourniquets ("billentikkers") als manshoge uitvoeringen (draaitrommels, deze worden bijvoorbeeld gebruikt bij de entree van voetbalstadions).
In een mechanische uitvoering, ook wel ratelhek genoemd, draait het hek in één richting. Dat komt door een tandrad waarvan de schuine tanden allemaal naar één kant wijzen. Draait het hekje (en het tandwiel) de juist kant op, dan glijdt een pal over de gebogen kant van de tanden. De terugweg wordt afgesloten doordat de pal tegen de steile kant van een tand valt en zo het draaien van het wiel onmogelijk maakt.
Een poortje met een laag hekje, dat de doorgang met een horizontale stang potentieel belemmert (al kan iemand er nog wel overheen of onderdoor, toezicht kan nodig zijn), heeft vaak een draaiende constructie met een schuin geplaatste draaias, met drie van dergelijke stangen. Het geheel is dan niet veel breder dan de doorgang. Bij een hoog draaihek met het doel doorgang in één richting toe te laten is de draaias verticaal, waardoor het geheel tweemaal zo breed is als de doorgang. Het geheel is een ratelhek met bijvoorbeeld drie hekken, elk bestaande uit een aantal horizontale stangen. Bij doorgang wordt het hek dan 120° gedraaid. Doorgang in omgekeerde richting wordt verhinderd door het maar in één richting draaien van het hek, gecombineerd met vaste horizontale stangen aan de andere kant van de draaias, waar de stangen van het draaiend deel tussendoor gaan (enkelvoudig hoog tourniquet/draaitrommel). Zo'n hek wordt bijvoorbeeld toegepast bij een (extra) uitgang van een dierenpark. Het voorkomt zonder dat toezicht nodig is het gebruik als ingang zonder de entreeprijs te betalen. Ook bij sommige sportaccommodaties, zoals bv. voetbalstadions worden hoge tourniquets gebruikt om ervoor te zorgen dat op wedstrijddagen alleen supporters met een geldig kaartje het stadion in kunnen gaan om de wedstrijd te bekijken. 
Tegelijk met het zorg dragen voor dergelijk eenrichtingsverkeer, kan middels een tourniquet ook het aantal personen worden geteld dat de tourniquets passeert, zoals gebeurt in attractieparken (bijvoorbeeld Villa Volta in de Efteling). De telling kan ook worden gerealiseerd door een 2-richtingstourniquet, al dan niet voorzien van kaartlezers. In attractieparken staan bij veel attracties ook tourniquets bij de uitgang om te voorkomen dat bezoekers deze via de uitgang betreden om de wachtrij te vermijden. Hierbij is het soms mogelijk dat gehandicapte bezoekers, zoals bijvoorbeeld mensen die in een rolstoel zitten deze met een speciale pas kunnen openen om toegang te kunnen krijgen tot te attractie. Dit kan voorkomen als reguliere bezoekers trappen moeten beklimmen om bij de attractie te komen. Op deze manier kunnen dergelijke bezoekers deze dan vermijden.
Hoewel 'tourniquet' een Frans woord voor draaikruis of draaihek is, wordt het gebruikt als algemene aanduiding voor diverse poortjes die gebruikt worden voor de toegangscontrole van personen, waaronder diverse nieuwe designsystemen met schuifdeuren. Specifieke benamingen of merknamen voor deze nieuwe systemen zijn onder andere "PNG-poort" en "Smartlane".
Ook zijn er tourniquets waarbij geen pasje hoeft te worden gebruikt bijvoorbeeld in supermarkten waarbij men door een hekje moet.
Voor mensen met rolstoel of kinderwagen is er vaak in de directe omgeving een extra brede doorgang.

## Openbaar vervoer
In het openbaar vervoer heeft de tourniquet een iets ruimere betekenis. Een tourniquet is hier een poortje dat een passagier pas doorlaat wanneer (elektronisch) is bepaald dat de passagier voor een geldig vervoersbewijs heeft gezorgd. Vaak wordt dan tegelijkertijd het kaartje gestempeld. 
Met name in de metro in onder meer Parijs en Londen wordt dit systeem al lange tijd gebruikt. Inmiddels zijn in bijna alle Spaanse, Franse en Italiaanse metrostations tourniquets of schuifdeursystemen geplaatst.

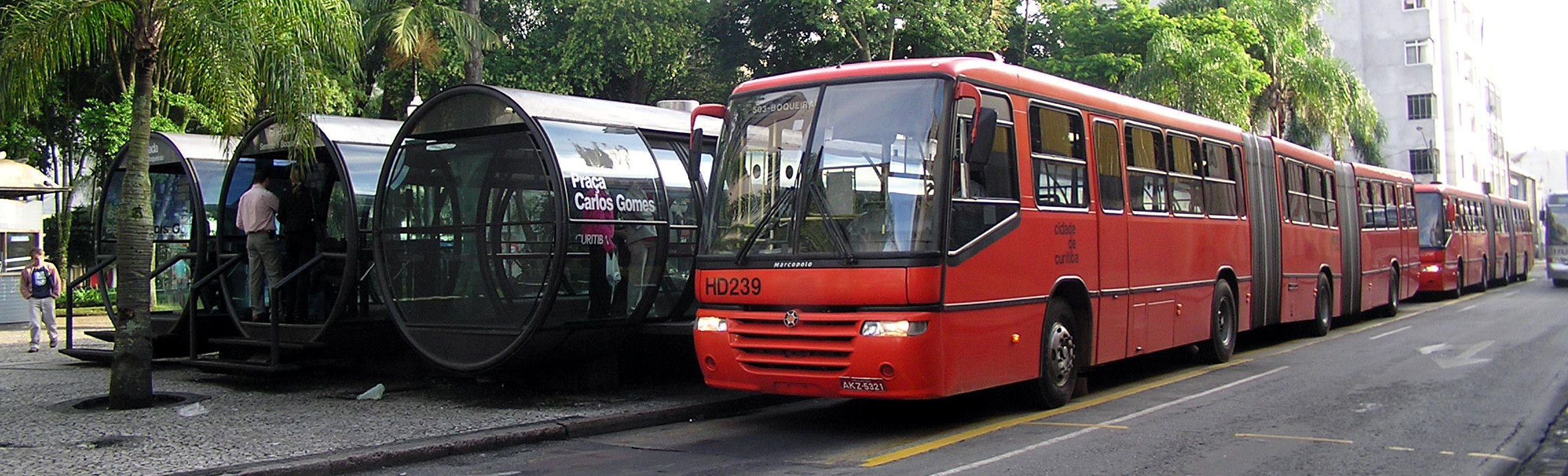
Bushalte met tourniquet in Curitiba met dubbelgelede bussen.

Ook bij de dubbelgelede bussen in Curitiba in Brazilië zijn er tourniquets in gebruik, maar daar op de haltes waar ze zijn ingebouwd in een abri.
In Nederland bestonden vroeger al tourniquets. Zo kregen in 1923 bijvoorbeeld in Amsterdam de eenmanswagens bij de trams een tourniquet in de uitstapdeur om instappen te voorkomen, maar die werden later uit veiligheidsoverwegingen weer verwijderd. In 1948 hield de HTM een proef in een aantal bussen. Ook de Rotterdamse metro kende al van 1968 tot 1974 eerder tourniquets waarvoor toen aparte magneet-metrokaartjes bestonden om de tourniquets te openen. 
Tegelijk met de introductie van de OV-chipkaart in Nederland zijn op een groot aantal trein en metrostations tourniquets of OV-chipkaartpoortjes geplaatst. Op het traject Rotterdam-Hoek van Holland (Hoekse Lijn) vond eerst een test plaats. Sinds de definitieve invoering van de OV-chipkaart bij de metro kunnen de tourniquets alleen met een chipkaart worden geopend. Op treinstations  worden ze in toenemende mate in gebruik genomen. Op een aantal stations staan wel tourniquets, maar zijn deze (nog) niet in gebruik. Wel kunnen reizigers in- en uitchecken. 
De poortjes van de RET konden tot het moment dat alleen de OV-chipkaart een geldig vervoersbewijs werd, ook geopend worden met een willekeurig plastic of kartonnen kaartje. Bij deze poortjes was onder de stempelautomaat een blauw kastje geplaatst waarin een abonnement (of iets anders) gedaan kon worden, waardoor een schakelaar werd ingeduwd. Hierdoor gingen de poortjes open. In de media is dit breed uitgemeten, waardoor het beeld is ontstaan dat dit een lek in de beveiliging is. In werkelijkheid is het nooit de bedoeling geweest om voor de invoering een waterdichtsysteem te hebben. Het uitgangspunt voor de invoering van dit systeem is dat perrons alleen nog maar toegankelijk mogen zijn voor reizigers en dat op termijn een vervoerskaart wordt gebruikt waarop de gebruikskosten automatisch worden verrekend. Sinds 2009 is de gehele RET-metro alleen nog toegankelijk met een OV-chipkaart. Op een aantal metrostations zijn geen poortjes aanwezig, maar zijn er alleen in-/uitcheckpalen. 

## Afbeeldingen

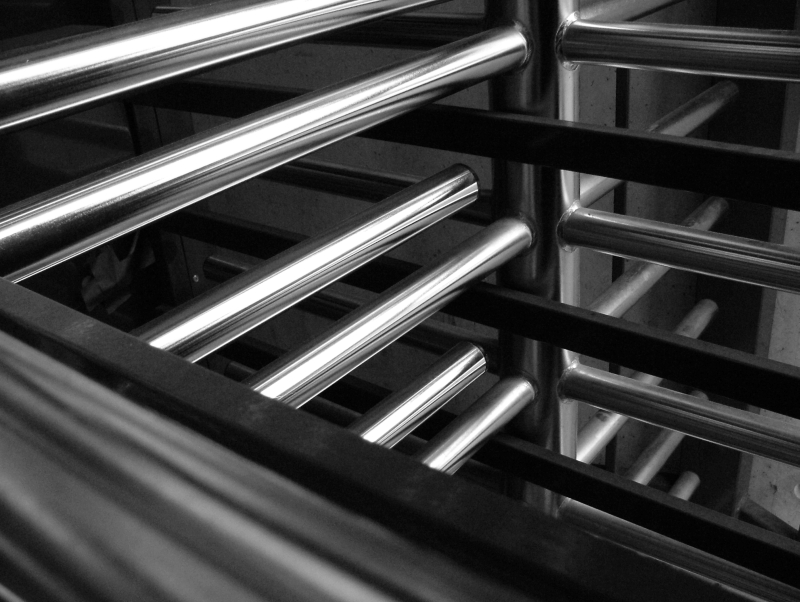
Een draaihek zoals gebruikt in voetbalstadions
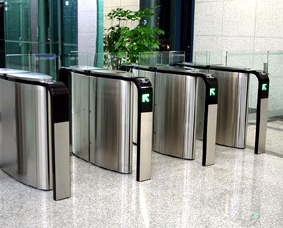
De "Smartlane"
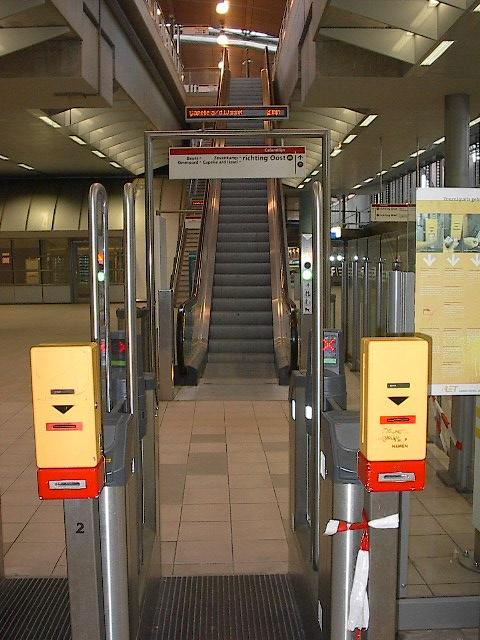
Tourniquet bij metrostation Schiedam Centrum
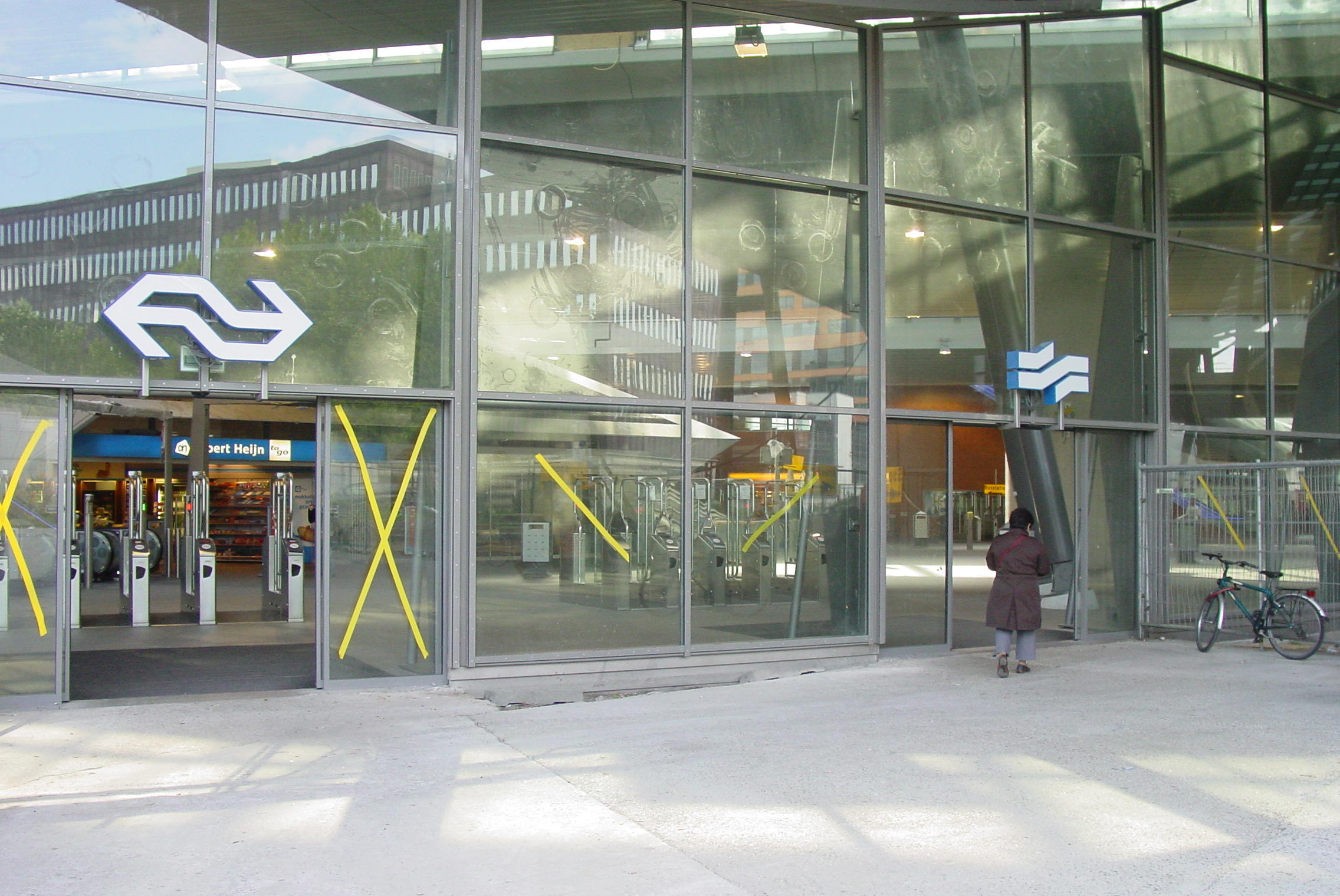
Toegangspoortjes station Amsterdam Bijlmer ArenA (zoals meestal zijn er steeds een rijtje smalle en één bredere); nog niet in gebruik
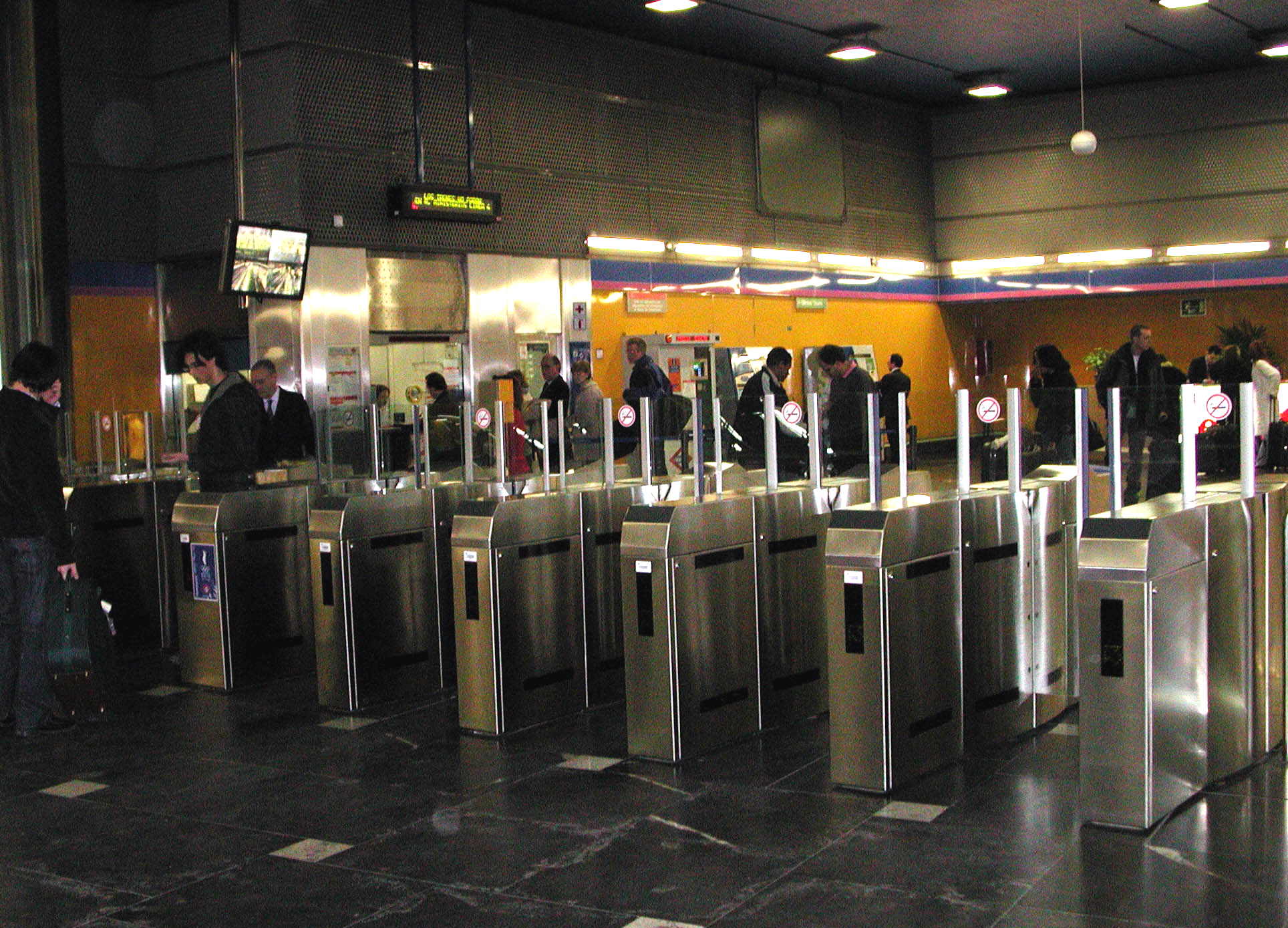
Tourniquets-entreepoorten bij metro van Madrid
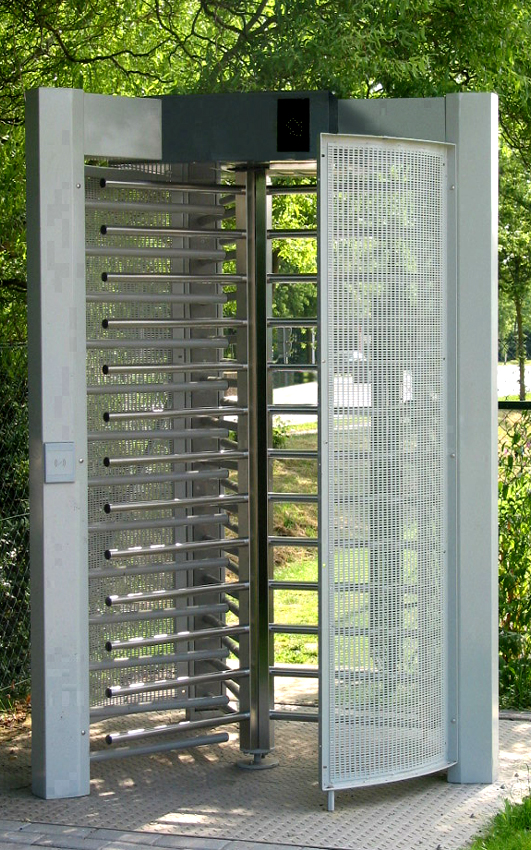
Enkelvoudige hoge tourniquet (draaitrommel)
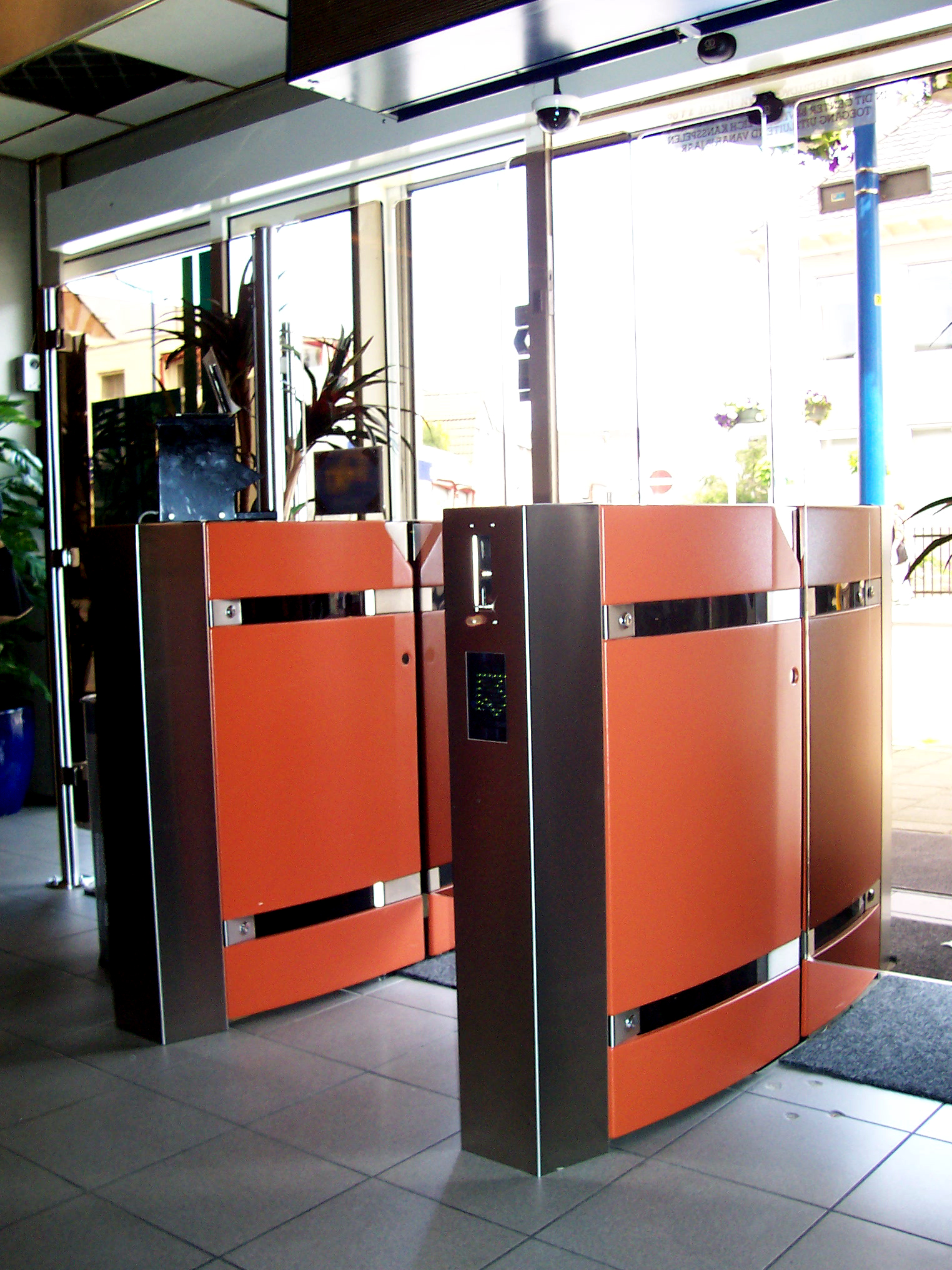
Tourniquet-entreepoort met muntbediening
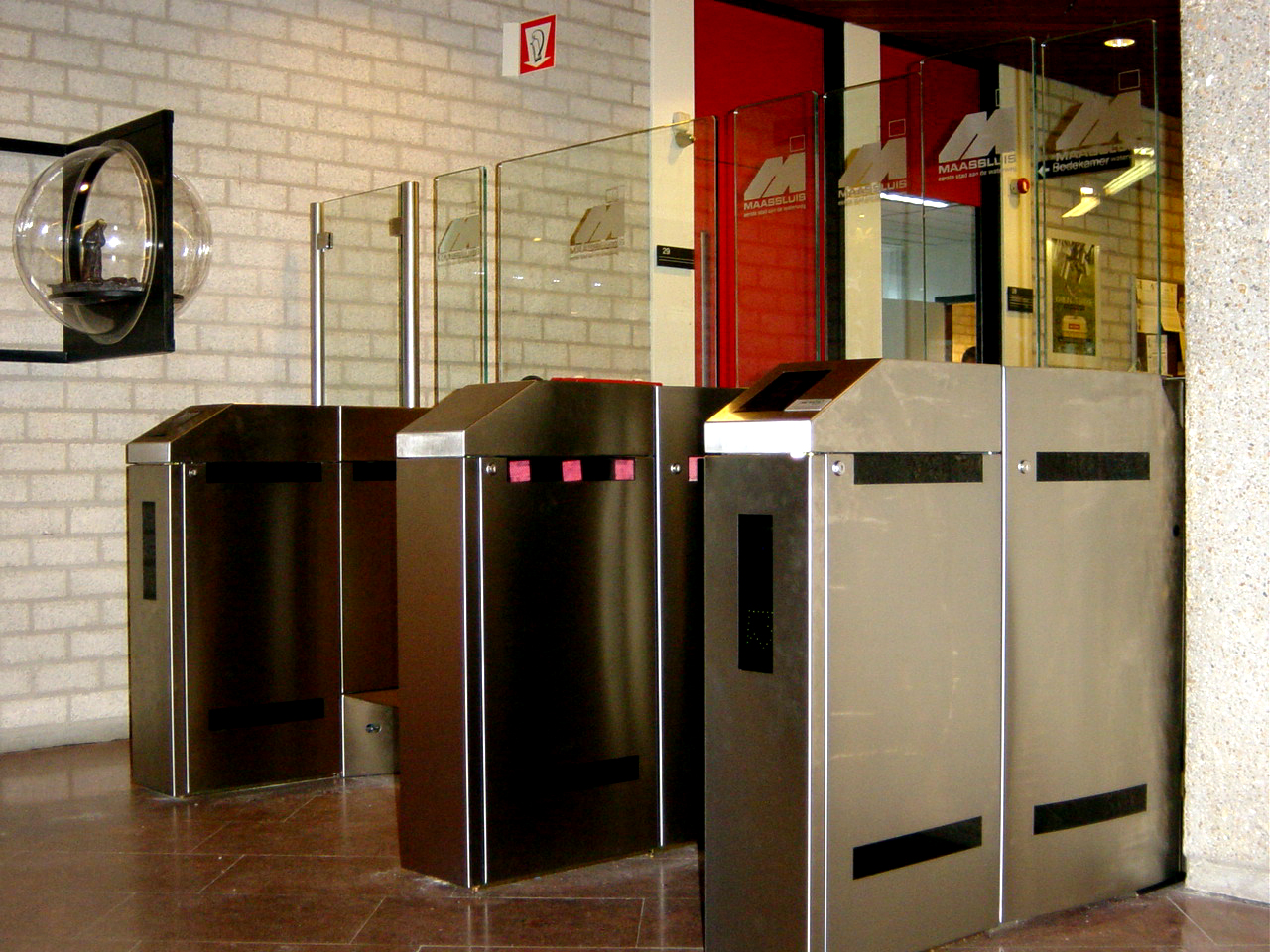
Tourniquet-entreepoort in gemeentehuis